# جنجال روزنامه طرح نو
روزنامه طرح نو در سال ۱۳۸۶ مجوز خود را به عنوان ماهنامه از وزارت فرهنگ و ارشاد اسلامی دریافت و از اردیبهشت همان سال با چاپ اولین شماره خود به جامعه مطبوعاتی کشور پیوست. در ابتدا این نشریه به صورت ماهنامه چاپ می‌شد که بعد از دو سال و چاپ ۲۴ شماره به هفته نامه تبدیل شد. در شماره ۸۶۸ روز چهارشنبه ۳۰ تیر ۱۳۹۵ در مطلبی از قول رستم، پهلوانان شاهنامه فردوسی به افراسیاب تورانی عبارت «ترکِ بدبختِ گمنام» به نقل از یک کتاب چاپ شد. در این مطلب از زبان رستم شخصیت اصلی شاهنامه نیز آورده شده‌است: «ما تورانیان را مرد نمی‌دانیم که همه یکسره زنند و تو ای بد نژاد برای جنگ با مردان ساخته نشده‌ای برو مانند زنان پنبه و دوک دست بگیر.» حساسیت وافری نسبت به جمهوری آذربایجان در مقالات این نشریه دیده می‌شد، مصداق بارز این حساسیت‌ها به کار بردن واژه‌های آران و جمهوری باکو است. البته بر اساس گفته نویسنده کتاب اصلی که مقاله به نقل از آن در روزنامه چاپ شده بود؛ این داستان ربطی به ترکان آذربایجان ندارد و خطاب آن به تورانیان است.

## اعتراضات
سه‌شنبه ۵ مرداد ۹۵ تعدادی از شهروندان در تبریز از میدان راسته کوچه تبریز به سمت دارایی حرکت کردند. در نهایت این اعتراضات با عذرخواهی مدیر مسئول و ارسال پرونده روزنامه به هیئت نظارت بر مطبوعات ختم شد.

## دستگیری‌ها
در روز پنج شنبه پنج مرداد در شهر تبریز دو نفر و اردبیل یک نفر بازداشت شدند.

## واکنش‌ها
- بسیاری از دانشگاهیان و محققان حوزه تاریخ و زبان آذربایجان در همان ابتدای کار اعتقاد داشتند که داستان چاپ شده در روزنامه برگرفته از شاهنامه فردوسی است و خطاب رستم به افراسیاب، پهلوان تورانی، ارتباطی با آذربایجان و ترکان این منطقه ندارد. جلال محمدی روزنامه نگار و نویسنده در گفتگو با خبرگزاری آناج در تبریز صراحتاً ارتباط تورانیان با آذربایجان را رد کرد. وی به کشتار آذربایجانی‌ها توسط ترکان عثمانی در زمان صفویان اشاره کرد و گفت که در شرایط حاضر آیا صحبت کردن از این قتل عام‌ها که توسط ترکان عثمانی انجام شده جرم است؟
- محمد خلیل پور عضو شورای اسلامی شهر اورمیه بعد انتشار این مطالب در روزنامه طرح نو تبریز گفت : بار دیگر افرادی  به مردم آذری توهین کرده و آن را در روزنامه‌ای در شهر تبریز به چاپ رساندند که جای بسی تاسف  دارد. [۵]
- مسعود پزشکیان نائب رئیس اول مجلس نیز با بیان اینکه مطلب منتشر شده در این روزنامه را دیده و باید از طریق مراجع قانونی مربوطه بررسی شود.[۶]
- روزنامه آذربایجان (دیرپاترین روزنامه شمال غرب کشور) و سایت آناج با درج مقاله‌ای با عنوان (ارتباط «افراسیاب تورانی ضد ایرانی» با آذربایجان چیست؟) به دفاع از نشریه طرح نو پرداختند.[۷]

## توبیخ
هیئت نظارت بر مطبوعات در جلسه‌ای تذکر کتبی به این روزنامه داد.